# فرد أندرسون (أستاذ جامعي)
فرد أندرسون (بالإنجليزية: Fred Anderson)‏ هو مؤرخ العصر الحديث ‏ ومؤرخ أمريكي، ولد في 1949 في الولايات المتحدة.